# Diu (huyện)
Huyện Diu là một huyện thuộc bang Daman and Diu, Ấn Độ. Thủ phủ huyện Diu đóng ở Diu. Huyện Diu có diện tích 40 ki lô mét vuông. Đến thời điểm năm 2001, huyện Diu có dân số 44110 người.